# Can Gelmar Vell
Can Gelmar Vell és una obra del municipi de Tordera (Maresme) inclosa en l'Inventari del Patrimoni Arquitectònic de Catalunya.

## Descripció
Can Gelmar es tracta d'un mas de planta rectangular que consta de planta baixa i pis superior i que està cobert amb una teulada a dues aigües de vessants a laterals. Quant al seu emplaçament, el mas està ubicat en un terreny irregular, en format de pendent, cosa que comporta un desnivell acusat.
Can Gelmar està estructurat internament en tres crugies. La planta baixa consta de tres obertures: al centre trobem un gran portal d'arc de mig punt adovellat, equipat amb unes dovelles de gran mida molt ben escairades i treballades. Adossat en la façana principal, a prop del portal, trobem un petit pou d'aspecte bastant matusser i a sobre els estris clàssics que acompanyen a tots els pous com ara la politja per pujar la galleda amb aigua. Flanquegen el portal, als extrems, dues obertures - una per banda-: a la dreta un portal secundari amb arc rebaixat i muntants de pedra i a l'esquerra una finestra rectangular equipada amb llinda i muntants de pedra i coberta en la part frontal amb un enreixat de ferro forjat.
En el pis superior és on trobem concentrada tota la riquesa compositiva de la façana, gràcies als tres magnífics exemplars de finestrals gòtics. El del centre es tracta d'un finestral gòtic d'arc conopial lobulat, equipat amb muntants de pedra i ampit matusser. Sota l'ampit trobem la solució arquetípica que consisteix a disposar una o dues pedres com a mesura de reforç en l'ostentació de la present finestra. En la imposta de l'arc, al costat esquerre, podem observar dos petits motius circulars. Per la seva banda el finestral de l'esquerra no és lobulat sinó amb tres arquets. Igual que l'anterior consta de muntants laterals i ampit. Ara bé a diferència de l'anterior, aquest presenta un aparell decoratiu més frondós en les impostes. Així a la dreta trobem dos motius circulars de gran mida i a l'esquerra un petit motiu zoomòrfic molt difícil d'identificar a causa de l'erosió de la pedra en què es trobà incís. Finalment a la dreta trobem un petit finestral d'arc conopial lobulat amb muntants i ampit. En les impostes també trobem un bon registre decoratiu: a la dreta dos petits motius circulars i a l'esquerra un altre petit motiu zoomòrfic.
Remarcar a manera d'apunt que entremig dels dos finestrals d'arc conopial lobulat s'observa l'empremta d'un antic rellotge de sol, la presència del qual ha estat tapiada.
Tanca la façana en la part superior un ràfec format per cinc fileres: la primera de rajola plana, la segona de rajola acabada en punta de diamant, la tercera de rajola planta, i la quarta i la cinquena de teula.
Pel que fa a la resolució dels espais exteriors cal dir que la façana està parcialment arrebossada. Diguem que està parcialment, ja que per tota la façana afloren grans clapes en les quals s'ha desprès l'arrebossat, cosa que permet veure la composició interna de la masia a base de pedres fragmentades sense desbastar i treballar i blocs rústics manipulats a cops de martell i tot lligat amb morter de calç. Ara bé aquest procediment no és el mateix per les obertures de la planta baixa i del primer pis, ja que en elles trobem grans blocs de pedra calcària molt ben escairats i treballats i ornats amb delicats motius.
La masia primigènia està flanquejada, a banda i banda, per dependències les quals segurament es van construir entre els segles XVIII-XIX. La de la dreta és de mida sensiblement petit, consta de dos pisos i està coberta amb una teulada d'una sola aigua de vessant a laterals. Per contra la de l'esquerra ostenta unes dimensions considerables i està coberta amb una teulada a dues aigües de vessants a façana. Ara bé es troba immersa en un estat ruïnós, ja que com s'observa a simple vista els espais interiors estan completament arrasats.
Al davant de la masia, a l'altre costat de l'era, trobem una pallissa de dimensions importants. Consta de dues plantes i està coberta amb una teulada a dues aigües de vessants a laterals. L'entrada actual és totalment irrellevant i substitueix un antic arc de mig punt de dimensions considerables, com així ho deixa entreveure lleument la gran llum que tenia. Com deiem l'entrada actual és irrellevant però no així la gran obertura d'arc de mig punt del pis superior. Remata la teulada un ràfec format per tres fileres: la primera de rajola plana i la segona i la tercera de teula. Quant als materials emprats trobem dues solucions: per una banda en les restes de l'antic arc d'entrada, en les cantonades i en l'obertura del pis superior trobem els grans blocs rústics de pedra manipulats a cops de martell i lleument desbastats. Mentre que en la resolució de les quatres façanes s'ha optat per les pedres fragmentades sense desbastar i treballar, disposades sense cap ordre aparent i tot lligat amb morter de calç.
Comparant fotografies antigues, com ara la de la fitxa del Servei de Patrimoni núm. 26.723, amb actuals podem observar a simple vista dos canvis importants en la masia de Can Gelmar: per una banda, en la fotografia antiga del 1984 es pot apreciar perfectament el rellotge de sol del primer pis. Mentre que per l'altra, en antigor l'espai que avui en dia ocupa el finestral gòtic amb arquets de l'extrem esquerre, el presidia una obertura rectangular projectada com a balconada i equipada amb un petit ampit de ferro forjat. Això indica que la factura d'aquesta finestra és relativament moderna.
Quant a l'estat general de conservació de la masia cal dir que aquest és dolent com així ho acrediten ràpidament diversos factors des de la manca de manteniment, millora i condicionament de les instal·lacions, passant per la frondosa vegetació en format d'herbes i bardisses que creixen per tot el solar i fins a arribar a l'estat ruïnós i decadent que ofereix a simple vista la masia.

## Història
El nom de Falgars apareix citat en un document de l'any 922 relacionat amb l'església parroquial de Sant Cypriani et Santa Justa in villa Falgars.
L'any 974 el municipi es troba sota la tutela del papa Benet VI a través de Hildesind, abat de Sant Pere de Rodes. Posteriorment un precepte dictat per Lotari reafirma el 982 aquest lligam.
Més endavant el terme passà a dependre dels vescomtes de Girona, després vescomtes de Cabrera.
En una butlla papal de Lluci III del 1185, consta que el monestir de Breda tenia importants alous a la parròquia de Ramió.
Amb la divisió provincial del 1833 el municipi entrà dins la província de Barcelona, sent l'únic de La Selva que pertany a aquesta demarcació.